# Трајан Бугарски
Трајан (бугарски: Траян) је био бугарски племић, син Јована Владислава.

## Биографија
Трајан је био четврти син бугарског цара Јована Владислава и његове жене Марије. Имао је тројицу старије браће (Пресијана, Арона и Алусијана), млађег брата Радомира и сестру Катарину (која се касније удала за византијског цара Исака Комнина). Трајанова ћерка Марија удала се за протовестијара Андроника Дуку, сина византијског цара Константина X. Трајан је био деда царице Ирине Дукине, супруге Алексија I Комнина.